# Jアイス・ウエスト・ディビジョン
Jアイス・ウエスト・ディビジョン(J-ICE West Division、日本アイスホッケーリーグ西日本)は2005年から始まった日本アイスホッケー連盟主催の公式社会人リーグ。
Jアイスは、北海道を中心とするJアイス・ノース・ディビジョン(2005年発足)、東北のJアイス・ノースイースト・ディビジョン(2013年発足)、東日本のJアイス・イースト・ディビジョン（2012年発足）、東海・北信越のJアイス・セントラル・ディビジョン(2013年発足)、西日本のJアイス・ウエスト・ディビジョン及び九州のJアイス・サウス・ディビジョン（2011年発足）とに分かれる。
位置付けとしてはアジアリーグ下部リーグに相当する。ただし、昇格・降格制度はない。
試合はリーグ形式で勝ち点で総合順位を競う。勝ち点は、勝利は3点、オーバータイムおよびゲームウイニングショットでの勝利は2点、オーバータイムおよびゲームウイニングショットでの敗戦は1点、敗戦は0点となる。
シーズンによって大会方式は異なるが、基本的には1回戦もしくは2回戦総当たりである。
初期の大会では、優勝チームにはアジアリーグで唯一西日本に本拠を置く日光神戸アイスバックス（当時日光と神戸のダブルフランチャイズ）への挑戦権が与えられていた。
2012-13シーズンより優勝チームは各ディビジョン優勝チームとのJアイス・プレーオフに進出する。

## 結果
2020-21シーズンはコロナ感染症拡大の影響により、1月に香川県で開催される予定だった香川 - 大阪戦と香川 - 和歌山戦が中止となった。
| シーズン | 優勝                       | 準優勝               | 3位          | 4位                | 5位                |
| -------- | -------------------------- | -------------------- | ------------ | ------------------ | ------------------ |
| 2005-06  | サーパス穴吹IHC(1)         | 兵庫県選抜           | 福岡県選抜   | -                  | -                  |
| 2006-07  | サーパス穴吹IHC(2)         | 兵庫県選抜           | 福岡県選抜   | -                  | -                  |
| 2007-08  | サーパス香川IHC(3)         | 福岡県選抜           | 広島県選抜   | 兵庫県選抜         | -                  |
| 2008-09  | サーパス香川IHC(4)         | 大阪選抜             | 福岡県選抜   | 広島県選抜         | TEAM兵庫           |
| 2009-10  | 香川アイスフェローズ(5)    | 大阪選抜             | TEAM兵庫     | 広島県選抜         | -                  |
| 2010-11  | 香川アイスフェローズ(6)    | 大阪選抜             | 山口県選抜   | 広島県選抜         | -                  |
| 2011-12  | 香川アイスフェローズ(7)    | 大阪選抜             | 京都選抜     | 岡山ブルーサンダー | -                  |
| 2012-13  | 香川アイスフェローズ(8)    | 大阪選抜             | 愛知県選抜   | 京都選抜           | 岡山ブルーサンダー |
| 2013-14  | 香川アイスフェローズ(9)    | 愛知県選抜           | 大阪選抜     | 京都選抜           | 岡山ブルーサンダー |
| 2014-15  | 香川アイスフェローズ(10)   | 大阪選抜             | 京都選抜     | 岡山ブルーサンダー | -                  |
| 2015-16  | 香川アイスフェローズ(11)   | 大阪選抜             | 京都選抜     | 和歌山選抜         | 岡山ブルーサンダー |
| 2016-17  | 香川アイスフェローズ(12)   | 大阪選抜             | 京都府選抜   | 和歌山県選抜       |                    |
| 2017-18  | 香川アイスフェローズ(13)   | 大阪選抜             | 和歌山県選抜 |                    |                    |
| 2018-19  | 香川アイスフェローズ(14)   | 大阪選抜             | 和歌山県選抜 |                    |                    |
| 2019-20  | 大阪選抜(初)               | 香川アイスフェローズ | 和歌山県選抜 | モビーディック     |                    |
| 2020-21  | 中止                       |                      |              |                    |                    |
| 2021-22  | 香川アイスフェローズ（15） | 大阪選抜             | 和歌山県選抜 |                    | -                  |

## 交流試合
2005年-06年大会、2006-07年大会、2007-08年大会優勝のサーパス香川は日光神戸アイスバックスに挑戦したが敗北した。2009-10年大会優勝の香川アイスフェローズは東北フリーブレイズと交流試合を行い勝利した。

## 試合会場
- 愛知 - 邦和スポーツランド（現・邦和みなと スポーツ&カルチャー）
- 京都 - 京都アクアリーナ
- 大阪 - 大阪プール
- 広島 - 広島ビッグウェーブ
- 兵庫 - ポートアイランドスポーツセンター
- 岡山 - 岡山国際スケートリンク、ヘルスピア倉敷
- 香川 - トレスタ白山アイスアリーナ
- 福岡 - パピオアイスアリーナ

## 試合中継
- 香川アイスフェローズのホームゲームの模様はケーブルメディア四国（高松ケーブルテレビ）で録画放映される。